# Contarinia viburnorum
Contarinia viburnorum är en tvåvingeart som beskrevs av Jean-Jacques Kieffer 1913. Contarinia viburnorum ingår i släktet Contarinia och familjen gallmyggor. Inga underarter finns listade i Catalogue of Life.